# 曼努埃爾·貝萊里
曼努埃爾·貝萊里（ Manuel Belleri）是一位意大利足球運動員。在場上司職後衛。目前他被拉齊奧外借到意甲球隊博洛尼亞。
在2009年1月25日博洛尼亞對AC米蘭的比賽結束後，博洛尼亞宣布自拉齊奧外借貝萊里這名球員，合同將截止到本賽季結束。